# Noah Lyles
Noah Lyles (* 18. Juli 1997 in Gainesville, Florida) ist ein US-amerikanischer Sprinter. Bei den Olympischen Sommerspielen in Paris gewann er 2024 die Goldmedaille im 100-Meter-Lauf.

## Sportliche Laufbahn
Im Alter von 15 Jahren nahm er an den USATF Junior Olympics 2012 in Baltimore teil und belegte im Finale über 200 Meter mit 21,82 s den zweiten Platz.
2013 lief er im Frühjahr die 100-Meter-Distanz erstmals unter 11 Sekunden, über 200 Meter verbesserte er sich auf 21,26 s. Bei den US-Ausscheidungswettkämpfen konnte er sich als Dritter im Finale über 200 Meter für die Jugendweltmeisterschaften in Donezk qualifizieren. Dort erreichte er das Halbfinale. Mit der US-Mannschaft gewann er in der Sprintstaffel (100 m – 200 m – 300 m – 400 m) als 200-Meter-Läufer die Silbermedaille.
2014 verbesserte er sich über 100 Meter weiter auf 10,45 s, über die halbe Stadionrunde gelang ihm abermals eine Qualifikation für die internationalen Wettbewerbe. Bei den Olympischen Jugendspielen in Nanjing gewann er über 200 Meter in 20,80 s die Goldmedaille, nachdem er im Halbfinale mit 20,71 s noch eine neue Bestleistung aufgestellt hatte.
Im folgenden Jahr gelang ihm bei den US-Juniorenmeisterschaften in Eugene der Doppelerfolg über 100 und 200 Meter. Mit 10,14 s und 20,18 s konnte er jeweils im Finale sein volles Potential abrufen. Dies garantierte ihm auch einen Start bei den Panamerikanischen Juniorenspielen in Edmonton im selben Jahr. Dort verpasste er das Double nur knapp, im 100-Meter-Lauf musste er sich mit 10,18 s dem Kubaner Reynier Mena um eine Hundertstelsekunde geschlagen geben. Über 200 Meter konnte er Mena hingegen auf den Silberrang verweisen.
2016 triumphierte er ein weiteres Mal bei den nationalen Juniorenmeisterschaften. Auf einen Doppelstart verzichtete er dieses Mal, mit 10,08 s (+2,2 m/s Wind) gewann er das 100-Meter-Finale. Nur ein Wochenende später nahm er an den US-Ausscheidungswettkämpfen für die Olympischen Spiele in Rio de Janeiro teil. Während er mit 10,16 s nicht über den 100-Meter-Vorlauf hinaus kam, gelang ihm über die halbe Stadionrunde der Einzug ins Finale, wo er mit einer neuen Bestleistung von 20,09 s den 31 Jahre alten High School Rekord verbesserte und den vierten Platz erreichte und damit nur knapp den Bronzerang und die Qualifikation für Olympia verpasste. Als Saisonabschluss trat er über 100 Meter und mit der 4-mal-100-Meter-Staffel der USA bei den U20-Weltmeisterschaften in Bydgoszcz an. In 10,17 s gewann er die Goldmedaille vor dem Italiener Filippo Tortu und auch mit der Staffel siegte er.
Im Juli 2016 unterschrieb er einen Profi-Vertrag bei Adidas und entschied sich damit gegen die übliche College-Karriere. Den Plan, für die Florida Gators, das Team der University of Florida, an der er sein Studium aufnahm, anzutreten, hatte er gemeinsam mit seinem jüngeren Bruder Josephus verworfen, der ebenfalls von Adidas unter Vertrag genommen wurde.
Neben den Sprintdisziplinen trat er bis 2015 auch vereinzelt im Hochsprung an, wo er eine Bestleistung von 2,03 m erzielte.

### Profikarriere
Seinen ersten Titel als Profi holte er bei den nationalen Hallenmeisterschaften 2017 in Albuquerque. In der seltener gelaufenen 300-Meter-Distanz gewann er in 31,87 s, der schnellsten jemals in der Halle gelaufenen Zeit über diese Strecke.
Am 15. April 2017 lief er in Clermont die 100 Meter erstmals unter 10 Sekunden. Die Zeit von 9,95 s konnte allerdings wegen des starken Rückenwindes (+4,3 m/s) nicht als persönliche Bestleistung anerkannt werden.
Bei den IAAF World Relays 2017 trat er erstmals für das Erwachsenenteam der USA an. Mit der 4-mal-200-Meter-Staffel gewann er hinter Kanada die Silbermedaille.
In Shanghai absolvierte er am 13. Mai 2017 sein erstes Rennen in der Diamond League. Dabei lief er mit 19,90 s zum ersten Mal unter 20 Sekunden und gewann vor LaShawn Merritt. Wegen einer Oberschenkelverletzung verzichtete er bei den US-Meisterschaften im Juni auf die Teilnahme am 200-Meter-Halbfinale und startete deshalb auch bei Weltmeisterschaften in London nicht.
Erst beim Finale der Diamond League in Brüssel am 1. September gab er sein Comeback. Er kam nach 20,00 s vor Ameer Webb und Ramil Guliyev ins Ziel und gewann das Preisgeld von 50.000 US-Dollar.

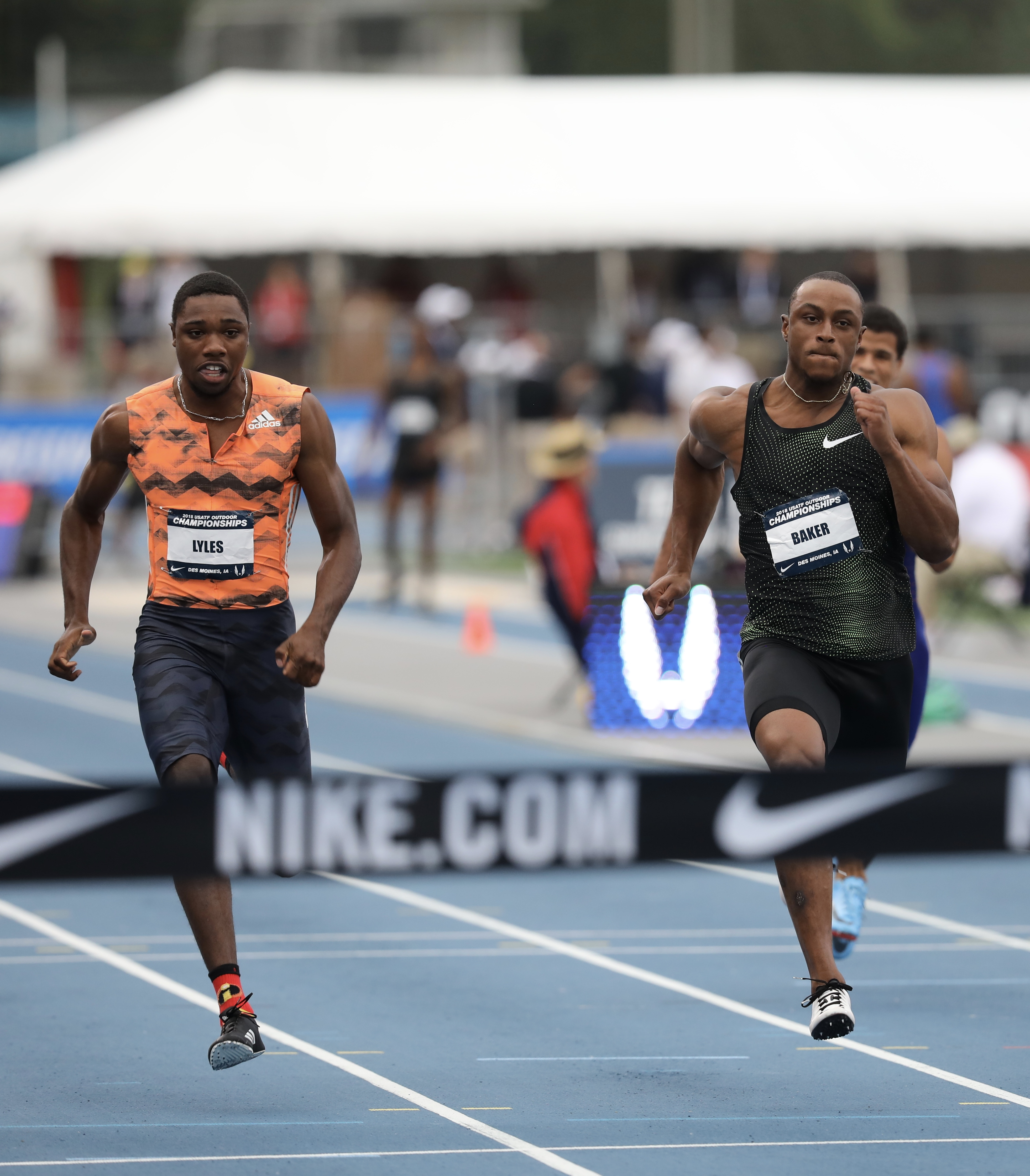
Lyles im Duell mit Ronnie Baker bei den US-Meisterschaften 2018

In der Hallensaison 2018 steigerte er sich auf 6,57 s über die 60-Meter-Distanz. Bei den nationalen Hallenmeisterschaften kam er in dieser Disziplin aber nicht über das Halbfinale hinaus. Im Mai fuhr er zwei 200-Meter-Siege in der Diamond League ein: In Doha gewann er in neuer Bestleistung von 19,83 s, die er in Eugene wiederum auf 19,69 s, verbesserte. Am 9. Juni blieb er in Kingston mit 9,93 s erstmals bei legalem Rückenwind unter 10 Sekunden. Bei den US-Meisterschaften verzichtete er auf einen Doppelstart und konzentrierte sich auf die 100 Meter. Mit Läufen unter 10 Sekunden in allen drei Runden und in einer Steigerung auf 9,88 s im Finale wurde er der jüngste US-Meister über 100 Meter seit 34 Jahren und stellte eine zwischenzeitliche Weltjahresbestleistung auf. Es folgten zwei dritte Plätze über 100 Meter in der Diamond League in Rabat und Birmingham, sowie zwei Siege über 200 Meter in Lausanne und Monaco, wo er eine neue Bestleistung von 19,65 s aufstellte. Als Favorit reiste er am 30. August zum 200-Meter-Finale der Diamond League in Zürich. Dieser Rolle wurde er gerecht, als er in 19,67 s vor Europameister Ramil Guliyev gewann und sich wie schon 2017 den Sieg in der Gesamtwertung sicherte. Mit diesem Lauf blieb er außerdem als einziger Sprinter außer Usain Bolt 2009 in einer Saison vier Mal unter 19,7 Sekunden.
Zum Saisonabschluss trat er beim Continentalcup 2018 in Ostrava für das Team Americas an. Im 100-Meter-Finale siegte er in 10,01 s vor Su Bingtian und Akani Simbine. Eine zweite Goldmedaille gewann er mit der 4-mal-100-Meter-Staffel in der Besetzung Mike Rodgers, Lyles, Yohan Blake und Tyquendo Tracey in 38,05 s.
Bei den IAAF World Relays 2019 holte er als Schlussläufer der US-amerikanischen 4-mal-100-Meter-Staffel zusammen mit Mike Rodgers, Justin Gatlin und Isiah Young die Silbermedaille. Sein erster internationaler Einzelstart der Saison erfolgte am 18. Mai in Shanghai über 100 Meter, wo er den 60-Meter-Weltrekordhalter Christian Coleman auf den letzten Metern einholte, schließlich hauchdünn vor Coleman ins Ziel kam und mit 9,86 s eine neue persönliche Bestleistung aufstellte. Seine erste Niederlage als Profi bei einem 200-Meter-Rennen im Freien erfuhr er am 6. Juni in Rom: Mit 19,72 s war er zwei Hundertstelsekunden langsamer als der ebenfalls 21-jährige Landsmann Michael Norman. Einen Monat später lief er in Lausanne 19,50 s über 200 Meter, was ihn zum viertschnellster Sprinter über diese Distanz macht. Bei den Weltmeisterschaften in Doha wurde er seiner Favoritenrolle gerecht und gewann in 19,83 s die Goldmedaille über 200 Meter. Als Schlussläufer der 4-mal-100-Meter-Staffel stellte er gemeinsam mit Coleman, Gatlin und Rodgers einen neuen Landesrekord von 37,10 s auf und gewann seine zweite Goldmedaille.
2021 lief Lyles bei den Olympischen Sommerspielen in Tokio über die 200 Meter in 19,74 s zu Bronze.
Bei den Weltmeisterschaften 2022 in Eugene verteidigte Lyles seinen Titel von 2019 und lief zudem in 19,31 s einen neuen US-amerikanischen Rekord über 200 Meter. Mit dieser Zeit war Lyles zu diesem Zeitpunkt der drittschnellste Athlet aller Zeiten über diese Distanz.
Im Oktober 2023 wurde er als einer von elf Sportlern für die Auszeichnung als Welt-Leichtathlet des Jahres 2023 nominiert.
Bei den Olympischen Sommerspielen in Paris lief Lyles im 100-Meter-Sprintwettbewerb in 9,79 s zu Gold und verbesserte damit zugleich seine persönliche Bestleistung auf der Strecke. Er nahm auch am 200-Meter-Wettbewerb teil und gewann mit einer Zeit von 19,70 s eine Bronzemedaille, obwohl er zuvor ein positives COVID-19-Testergebnis erhalten hatte.

## Statistiken
Persönliche Bestleistungen
| Event     | Zeit in s (Wind) | Ort    | Datum           |
| --------- | ---------------- | ------ | --------------- |
| 60 Meter  | 6,44             | Boston | 4. Februar 2024 |
| 100 Meter | 9,79 (+1,0 m/s)  | Paris  | 4. August 2024  |
| 200 Meter | 19,31 (+0,4 m/s) | Eugene | 21. Juli 2022   |

100-Meter-Zeiten unter 10 Sekunden
| Zeit (s) | Wind (m/s) | Datum         | Ort        |
| -------- | ---------- | ------------- | ---------- |
| 9,79     | 1,0        | 4. Aug. 2024  | Paris      |
| 9,83     | 0,0        | 20. Aug. 2023 | Budapest   |
| 9,86     | 0,9        | 18. Mai 2019  | Shanghai   |
| 9,87     | 0,3        | 20. Aug. 2023 | Budapest   |
| 9,88     | 1,1        | 22. Juni 2018 | Des Moines |
| 9,89     | 0,7        | 22. Juni 2018 | Des Moines |
| 9,92     | 0,3        | 12. Juli 2019 | Monaco     |
| 9,93     | 0,4        | 9. Juni 2018  | Kingston   |
| 9,95     | −0,6       | 19. Aug. 2023 | Budapest   |
| 9,95     | 1,9        | 19. Juni 2021 | Eugene     |
| 9,97     | 0,7        | 20. Juni 2021 | Eugene     |
| 9,98     | −0,4       | 29. Aug. 2019 | Zürich     |
| 9,98     | −0,5       | 18. Aug. 2018 | Birmingham |
| 9,99     | −0,4       | 13. Juli 2018 | Rabat      |

200-Meter-Zeiten unter 20 Sekunden
| Zeit (s) | Wind (m/s) | Datum         | Ort        |
| -------- | ---------- | ------------- | ---------- |
| 19,31    | 0,4        | 21. Juli 2022 | Eugene     |
| 19,50    | −0,1       | 5. Juli 2019  | Lausanne   |
| 19,65    | 0,2        | 24. Aug. 2019 | Paris      |
| 19,65    | 0,9        | 20. Juli 2018 | Monaco     |
| 19,67    | −0,2       | 30. Aug. 2018 | Zürich     |
| 19,69    | 0,4        | 5. Juli 2018  | Lausanne   |
| 19,69    | 2,0        | 26. Mai 2018  | Eugene     |
| 19,70    | 0,4        | 8. Aug. 2024  | Paris      |
| 19,72    | 0,7        | 6. Juni 2019  | Rom        |
| 19,74    | −0,5       | 4. Aug. 2021  | Tokio      |
| 19,74    | 0,3        | 27. Juni 2021 | Eugene     |
| 19,74    | 0,8        | 6. Sep. 2019  | Brüssel    |
| 19,76    | 0,7        | 14. Aug. 2020 | Monaco     |
| 19,78    | −0,7       | 28. Juli 2019 | Des Moines |
| 19,83    | 0,3        | 1. Okt. 2019  | Doha       |
| 19,83    | 1,3        | 8. Mai 2018   | Doha       |
| 19,86    | 0,1        | 30. Sep. 2019 | Doha       |
| 19,90    | −0,4       | 13. Mai 2017  | Shanghai   |
| 19,90    | 0,7        | 9. Mai 2021   | Walnut     |
| 19,91    | 1,1        | 26. Juni 2021 | Eugene     |
| 19,94    | 0,8        | 25. Juli 2020 | Clermont   |